# Чемпіонат Косова з футболу 2017—2018
Чемпіонат Косова з футболу 2017—2018 — 19-й сезон найвищого рівня футбольних дивізіонів Косова. Титул чемпіона вдруге здобула Дріта.

## Клуби
| Клуб                  | Місто     | Стадіон                |
| --------------------- | --------- | ---------------------- |
| Беса                  | Печ       | Шахін Гаксісламі       |
| Веллажнімі            | Джяковіца | Міський                |
| Влазнія               | Пожеран   | Ібрагім Куртеші        |
| Г'їлані               | Г'їлані   | Міський стадіон        |
| Дреніца               | Скендерай | Байрам Алію            |
| Дріта                 | Г'їлані   | Міський                |
| Лірія                 | Прізрен   | Перпарім Тачі          |
| Ллапі                 | Подуєво   | Захір Паязіті          |
| Приштина              | Приштина  | Фаділь Вокрі           |
| Трепча'89             | Мітровиця | Різа Лушта             |
| Феронікелі            | Глоговац  | Рексеп Рексепі         |
| Фламуртарі (Приштина) | Приштина  | Стадіумі і Фламуртаріт |

## Турнірна таблиця
| М   | Команда               | І  | В  | Н  | П  | МЗ | МП | РМ  | О  |
| --- | --------------------- | -- | -- | -- | -- | -- | -- | --- | -- |
| 1.  | Дріта                 | 33 | 18 | 13 | 2  | 53 | 21 | +32 | 67 |
| 2.  | Приштина*             | 33 | 18 | 10 | 5  | 39 | 18 | +21 | 64 |
| 3.  | Ллапі                 | 33 | 16 | 6  | 11 | 51 | 41 | +10 | 54 |
| 4.  | Трепча'89             | 33 | 14 | 11 | 8  | 41 | 25 | +16 | 53 |
| 5.  | Феронікелі            | 33 | 10 | 18 | 5  | 32 | 18 | +14 | 48 |
| 6.  | Дреніца               | 33 | 13 | 9  | 11 | 34 | 27 | +7  | 48 |
| 7.  | Лірія                 | 33 | 13 | 9  | 11 | 34 | 30 | +4  | 48 |
| 8.  | Г'їлані               | 33 | 10 | 16 | 7  | 29 | 21 | +8  | 46 |
| 9.  | Веллажнімі            | 33 | 10 | 14 | 9  | 29 | 28 | +1  | 44 |
| 10. | Фламуртарі (Приштина) | 33 | 6  | 7  | 20 | 28 | 53 | −25 | 25 |
| 11. | Беса                  | 33 | 6  | 4  | 23 | 28 | 64 | −36 | 22 |
| 12. | Влазнія               | 33 | 3  | 5  | 25 | 16 | 68 | −52 | 14 |

Примітки: 

1. Клуб Приштина клаліфікувався до Ліги Європи УЄФА 2018—2019 як переможець Кубку Косова 2017—2018

Позначення:
|  | — участь у кваліфікаційному раунді Ліги чемпіонів УЄФА 2018—2019            |
|  | — участь у кваліфікаційному раунді Ліги Європи УЄФА 2018—2019               |
|  | — клуб, що грає в плей-оф за право грати у Прем'єр–лізі в наступному сезоні |
|  | — клуб, що залишив Прем'єр–лігу                                             |

## Плей-оф
| Команда 1      | Рахунок      | Команда 2             |
| -------------- | ------------ | --------------------- |
| 23 травня 2018 |              |                       |
| Вуштррія       | 1:1 пен. 5:6 | Фламуртарі (Приштина) |
| 24 травня 2018 |              |                       |
| Феріжай        | 1:0 пен. 3:2 | Веллажнімі            |